# Іґнацув (Великопольське воєводство)
Іґнацув (пол. Ignaców) — село в Польщі, у гміні Кобиля Ґура Остшешовського повіту Великопольського воєводства.
Населення — 194 особи (2011).
У 1975-1998 роках село належало до Каліського воєводства.

## Демографія
Демографічна структура станом на 31 березня 2011 року:
|          | Загалом | Допрацездатний вік | Працездатний вік | Постпрацездатний вік |
| -------- | ------- | ------------------ | ---------------- | -------------------- |
| Чоловіки | 98      | 23                 | 64               | 11                   |
| Жінки    | 96      | 21                 | 56               | 19                   |
| Разом    | 194     | 44                 | 120              | 30                   |